# Riwoché
Ne doit pas être confondu avec Xian de Riwoqê.
Riwoché ou Rivoche (tibétain : རི་བོ་ཆེ, Wylie : ri bo che་ ; chinois : 日吾其乡 ; pinyin : rìwúqí xiāng) aussi appelé Chung Riwoche est un canton du xian de Ngamring, ville-préfecture de Shigatsé dans la région autonome du Tibet, en République populaire de Chine.

## Histoire
Le village est célèbre pour son monastère et son stupa de 13 étages construit par Thang Tong Gyalpo qui est mort dans ce village. Selon le gouvernement tibétain en exil, le monastère et le stupa furent détruits durant la révolution culturelle. Les statues ont été brisées et les écritures brûlés. Les moines du monastère ont été contraints de jeter les restes physiques de Thangtong Gyalpo dans la rivière Yarlung Tsangpo à proximité.
C'est dans ce village que naquit Bhuchung D. Sonam.